# Eric López
Eric López é um ex-ginasta cubano. Ele disputou quatro edições dos Jogos Pan-americanos, entre 1991 e 2003, tornando-se o maior medalhista de ouro da história da competição. Eric López ganhou 18 medalhas de ouro, três pratas e um bronze. É o segundo atleta com maior número de medalhas totais (22), após o nadador brasileiro Thiago Pereira, que possui 23 medalhas pan-americanas.
Eric López começou a praticar ginástica na escola, aos seis anos. O pai, que morreu quando ele tinha quatro anos, praticava boxe. Os irmãos também eram esportistas. Lopez seguiu à risca a doutrina esportiva cubana e alcançou a seleção do país que disputou o Campeonato Mundial de Ginástica Artística em 1989. Dois anos depois estreou aos 18 anos de idade nos Jogos Pan-americanos de Havana 1991 com 4 medalhas de ouro e uma de prata. Em Mar del Plata 1995, ele conquistou 3 medalhas de ouro, uma prata e um bronze. Os Jogos seguintes, em Winnipeg 1999, foram os mais difíceis devido a uma lesão no pé que aconteceu uma semana antes da competição. Recuperado a tempo para a competição, conquistou cinco medalhas de ouros e uma de prata, se tornando o primeiro ginasta conquistar o ouro três vezes seguidas 
Em 2001, conquistou sua única medalha da carreira em Campeonato Mundial de Ginástica Artística em Gante, ao conquistar a medalha de prata nas barras paralelas. Dois anos depois aos 31 anos, ele se despediu dos Jogos Pan-americanos em Santo Domingo 2003, conquistando seis medalhas de ouro em 8 possíveis.